# 赤い長方形星雲
赤い長方形星雲（あかいちょうほうけいせいうん、HD44179）は、いっかくじゅう座の原始惑星状星雲である。赤い色と四角い形からその名がついた。1973年にアメリカ空軍ケンブリッジ研究所によって行われたHi Starと呼ばれる赤外線掃天観測で発見された。この星雲の中央にある連星は、1915年にロバート・グラント・エイトケンによって発見された。

## 特徴
可視光および近赤外線による高解像度画像では、X字型をした非常に対称性の良い双極星雲であり、このX字型は星周物質がドーナツ状に散逸していることを示している。中心の連星系は星雲によって隠されており、直接見ることはできない。 (Men'shchikov et al. 2002)
2004年に開催された第203回アメリカ天文学会で、トレド大学のA. Wittらは多環芳香族炭化水素であるアントラセンとピレンの存在を示すスペクトルが赤い長方形星雲の紫外線観測で得られたと報告した。これら多環芳香族炭化水素は生命の材料となった可能性のある有機物として注目されているものである。過去の研究ではこのような炭化水素分子は紫外線ですぐに破壊されてしまうと考えられていたが、炭化水素分子は壊されずに長時間存在できる可能性がこの研究によって示された。

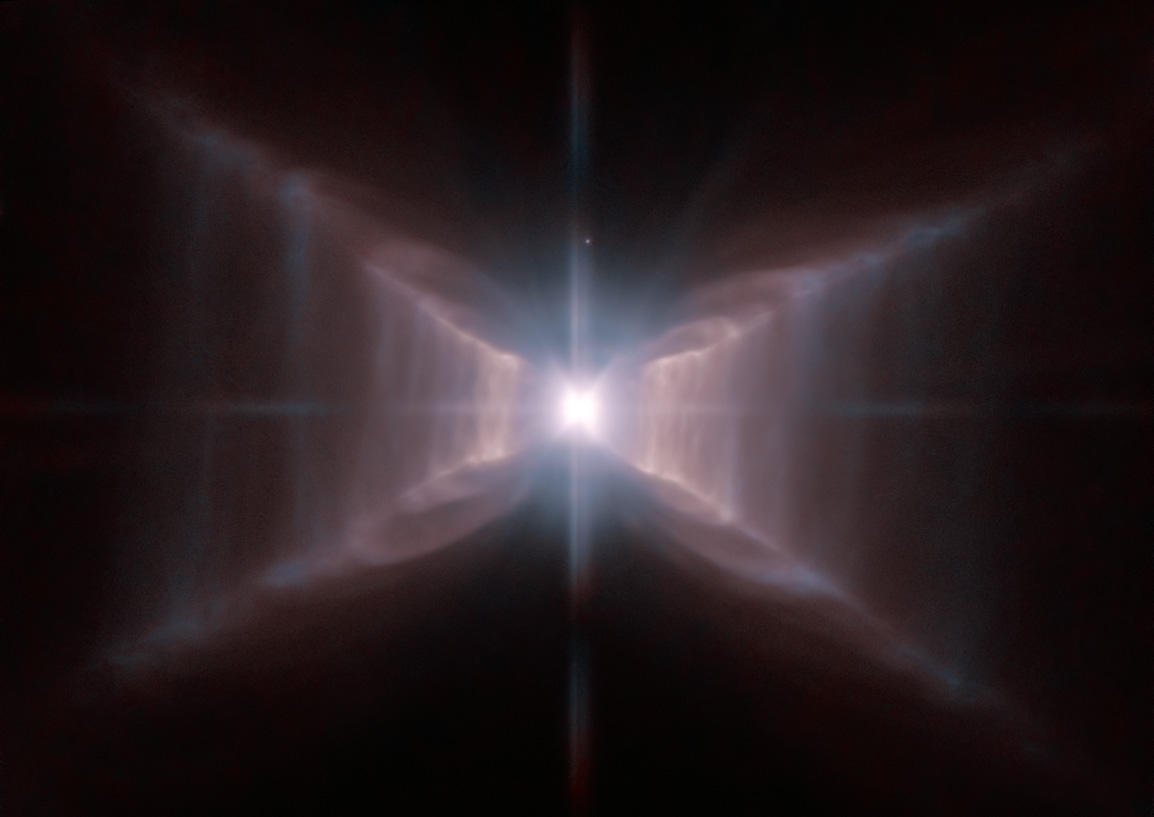
ハッブル宇宙望遠鏡 ACSで撮影された画像。赤に相当する波長の連続高は赤色、Hα輝線が青色で着色されている。

この星雲の特徴ともいえる対称性は、中心の連星からの球対称のガス放出がその周りを覆う厚い星間塵のドーナツ状構造によって両極方向に絞られて作られたものと考えられている。我々はこのドーナツ状構造を横から見ており、両極方向に噴き出すガスの境界線がX字型に見えている。はしごのような筋は、ガスの放出が何度も繰り返されたことを示している。中心にある星が数千年のうちに高温の白色矮星になると、周囲のガスを電離させ星雲は惑星状星雲となる。
ハッブル宇宙望遠鏡は、それまでの地上望遠鏡では見ることのできなかった詳細な赤い長方形星雲の画像を撮影することができた。その細かい構造の成因についてはまだ解明されていないことも多くあるが、オランダ ライデン大学のVincent Icke等の理論天文学者が研究を行なっている。
1981年、Vincent Ickeらは漸近巨星分枝星が球対称にガスを放出し、そのガスが星を取り囲む星間塵トーラスと衝突して衝撃波が発生し、それが赤い長方形星雲で見られるような錐型の星雲を形作ったと発表した。この研究には様々な仮定が含まれているが、ガスと星間塵の密度のみが直接観測から得られている。